# Dilleniaceae
Dilleniaceae Salisb. è una famiglia di angiosperme appartenente al clade delle Eudicotiledoni centrali (o core eudicots). È l'unica famiglia nota dell'ordine Dilleniales.

## Descrizione
La famiglia comprende specie rampicanti, arbusti e alberi alti sino a 30 m.
Le foglie sono alternate, picciolate, disposte a spirale, con margine intero o dentato, usualmente con numerose venature laterali parallele.
L'infiorescenza può essere terminale, ascellare o ramiflora, con conformazione panicolata, racemosa, cimosa, glomerata, o fascicolata. I fiori sono per lo più actinomorfi o raramente zigomorfi.
I frutti sono follicoli o capsule, con semi spesso dotati di arillo.

## Biologia
La famiglia comprende piante ermafrodite che si riproducono per impollinazione entomogama ad opera di imenotteri e ditteri.
Le foglie di alcune specie (Doliocarpus spp., Tetracera spp.) presentano delle cavità note come domazie che offrono ospitalità alle formiche.

## Distribuzione e habitat
La famiglia è presente nella zona tropicale e subtropicale di America, Africa, Asia e Oceania.

## Tassonomia
La famiglia comprende i seguenti generi:
- Acrotrema Jack
- Curatella Loefl.
- Davilla Vand.
- Didesmandra Stapf
- Dillenia L.
- Doliocarpus Rol.
- Hibbertia Andrews
- Neodillenia Aymard
- Pinzona Mart. & Zucc.
- Schumacheria Vahl
- Tetracera L.